# Kamp (flod)
 For alternative betydninger, se Kamp (flertydig). (Se også artikler, som begynder med Kamp)
Kamp er en biflod til Donau i Østrig i delstaten Niederösterreich. Floden er 153 km. lang og afvander et område på 1.753 km².
Kamps kildefloder er Großer Kamp og Kleiner Kamp. Großer Kamp udspringer på grænsen mellem Niederösterreich og Oberösterreich i Weinsberger Wald og udgør på en strækning af nogle få kilometer grænsen mellem de to delstater. Kleiner Kamp udspringer i Weinsberger Walds sydlige område i Niederösterreich. Großer og Kleiner Kamp flyder sammen i Rappottenstein og danner derved Kamp.
Floden flyder først mod nordøst til byen Zwettl, hvor Purzelkamp munder ud i Kamp. I Zwettl munder også floden af samme navn ud i Kamp. Herefter flyder Kamp mod øst, hvor den danner tre større opdæmmede søer (Ottensteiner Stausee, Dobrastausee og Thurnberger Stausee) med vandkraftværker. Ved Rosenburg flyder floden mod syd før den munder ud i Donau. Oprindelig mundede Kamp ud i Donau i nærheden af Krems, men efter bygningen af donaukraftværket Altenwörth blev udmundingen flyttet til Altenwörth i kommunen Kirchberg an Wagram.
Langs Kamp ligger byen Zwettl med sit kendte kloster, vinbyen Langenlois samt flere borganlæg. Den nedre Kampdal har naturpark (Naturpark Kamptal-Schönberg) og vindistrikt.